# Lamont (Washington)
Lamont je gradić u američkoj saveznoj državi Washington. Prema popisu stanovništva iz 2010. u njemu je živjelo 70 stanovnika.